# Снаге за брзу подршку
Снаге за брзу подршку (арап. قوات الدعم السريع, RSF) су суданска паравојска. Снаге за брзу подршку су израсле и првенствено се састоје од припадника Џанџавида који су се борили у име суданске владе током рата у Дарфуру и били одговорни за бројне злочине над цивилима. Акције Снага за брзу подршку у Дарфуру се квалификују као злочини против човечности према Human Rights Watch.
Снагама за брзу подршку управља Национална обавештајна и безбедносна служба, иако током војних операција њима командују Суданске оружане снаге. Актуелни командант и оснивач Снага за брзу подршку је генерал Мухамед Хамдан Дагло. Током суданске политичке кризе 2019. године, војна хунта која је преузела контролу над земљом послала је Снаге за брзу подршку да насилно разбије продемократске демонстранте. Заједно са другим безбедносним снагама, Снаге за брзу подршку су извршиле масакр у Картуму 3. јуна 2019. године.
Дана 15. априла 2023. године, Снаге за брзу подршку су започеле оружану побуну против власти генерала Абдел Фатаха ел Бурхана.